# 様態論者
様態論者（ようたいろんしゃ）とは、中世言語理論のうちの一つである。
1260年代ごろにダキアのマルティヌスを中心におこり、14世紀に入ると共にオッカム的な立場を取る人々の批判により衰退したとされるが、実際には15世紀にも活動が見られる。なお、同学派の名前 modistae は、彼らが品詞の諸機能を、事物の存在の様態 modus essendi から説明したことに由来する。同学派に属する主な人物として上述のダキアのマルティヌスの他に、ダキアのボエティウス、ラドゥルフス・ブリト、エルフルトのトマスなどがいる。